# Finale di coppa
Finale di coppa (Gmar Gavi'a) è un film israeliano del 1991 diretto da Eran Riklis. Ambientato nei giorni della guerra del Libano, il film vede protagonisti un israeliano e palestinese accomunati dal tifo per la nazionale di calcio italiana durante i Mondiali del 1982.

## Sinossi
Giugno 1982. Mentre in Spagna si sta svolgendo il campionato mondiale di calcio, Israele ha appena invaso il Libano. Cohen, ufficiale israeliano in congedo, ha i biglietti per una partita a Barcellona ma si trova bloccato nel deserto in cerca del nemico. Le cose vanno di male in peggio quando viene catturato da un commando della OLP in ritirata verso Beirut. L'unico conforto di Cohen è che il loro leader, Ziad, condivide la sua stessa passione per la nazionale di calcio italiana, che si sta facendo strada verso la finale. Il tifo sportivo contribuisce, almeno inizialmente, a formare una sorta di alleanza fra Ziad e Cohen superando le barriere del nazionalismo a tal punto che potrebbero considerarsi amici da sempre se solo non fossero nemici da sempre.

## I temi
Il regista, nel suo quarto lungometraggio, affronta il tema della guerra araba-israeliana intesa come conflitto sempiterno fra uomini e non fra nazioni. Ziad e Cohen nel corso del film diventano veramente amici: se fossero entrambi israeliani o entrambi palestinesi non ci sarebbe nessuno scontro. Il fatto però che i due uomini appartengano a due popoli che fra loro sono sempre stati nemici non lascia spazio a trattative né a compromessi. Il film apre dunque a un dialogo interculturale fra palestinesi e israeliani in chiave anti-bellica.

## Riconoscimenti
- 1991: Festival cinematografico internazionale di Mosca – Candidatura al San Giorgio d'Oro per il miglior film

Fuori concorso
- Festival di Berlino 1992